# Budapest Aircraft Service
Budapest Aircraft Service (або BASe Kft) — авіакомпанія, що базується в Будапешті, Угорщина. Здійснює чартерні польоти, а також польоти за розкладом для Malév Hungarian Airlines. Основний хаб — Міжнародний аеропорт Будапешт Феріхедь.

## Історія
Компанія заснована в 1991. У 2008 отримала два нових літака Embraer EMB 120 Brasilia.

## Флот
Флот BASe на травень 2017 включав такі повітряні судна:
- Embraer EMB 120 Brasilia (3: HA-FAI, HA-FAL, HA-FAN)
- BELL 206B helicopter (1: HA — LFS)